# Pinaceae
Famille
Synonymes
- Abietaceae Gray, nom. cons.
- Cedraceae Vest
- Piceaceae Gorozh.

Les Pinacées (Pinaceae) sont une famille de plantes gymnospermes de l'ordre des Pinales, comptant 220 à 250 espèces réparties en 11 genres.
Ce sont des arbres ou des arbustes, des régions tempérées, soit à feuilles persistantes en aiguille ou en écailles, soit caduques comme celles des mélèzes. Dans cette famille, les espèces indigènes en France se trouvent parmi les genres Abies (les sapins), Picea (les épicéas), Larix (le mélèze d'Europe), Pinus (les pins). De nombreuses autres espèces ou variétés ont été acclimatées pour la sylviculture et la culture d'ornement.

## Étymologie
Le nom vient du genre type Pinus, nom latin du Pin parasol (Pinus pinea), à rapprocher du celtique pen, tête .

## Description
Les Pinacées sont des arbres sempervirents, à l'exception des mélèzes (Larix et Pseudolarix) dont les feuilles sont caduques. Un petit nombre d'entre eux sont des arbustes. Ils contiennent de la résine et ont souvent une odeur particulière due à des carbures monoterpéniques, les pinènes qui jouent un rôle dans la défense des arbres contre les herbivores. Selon les espèces, leur écorce peut être lisse, sillonnée ou bien écailleuse.
De manière générale, ils ont des racines ligneuses et des racines fibreuses. Les racines ligneuses se terminent la plupart du temps par une extrémité fine, non-ligneuse et couverte d'ectomycorhizes, qui a une durée de vie d'au plus un an.
Les feuilles sont en forme d'aiguilles, et sont insérés en spirale ou en touffe. Leur situation sur l'arbre diffère selon les genres. Elles peuvent être situées uniquement sur les rameaux longs, à la fois sur les rameaux longs et courts, ou bien sur les rameaux longs dans le jeune âge et sur les rameaux courts ensuite.
Le plus grand pinacée connu est un Sapin de Douglas qui atteint la hauteur de 73,8 m et dont le diamètre à hauteur du poitrine est de 4,02 m[réf. nécessaire]. Il se trouve sur l'île de Vancouver. L'épicéa de Sitka peut être presque aussi grand. Certains atteignent 70 m (et presque 3 m de diamètre à hauteur de poitrine) dans le parc national Olympique[réf. nécessaire]. Le plus vieil individu de la famille des Pinacées est un pin de Bristlecone qui vit depuis plus de 4 000 ans[réf. nécessaire].

## Historique et aire de répartition
On trouve des fossiles de pinacées depuis le CrétacéLa plupart des genres apparaissent au début du Tertiaire, aux hautes latitudes et aux altitudes élevées du continent nord-américain[réf. nécessaire].
Son aire de répartition se trouve majoritairement dans l’hémisphère nord. Elles s'étendent vers le sud jusque sur les îles des Caraïbes, en Amérique centrale, au Japon, en Chine, en Indonésie (une essence, le Pin de Sumatra, traverse l'équateur à Sumatra), dans l'Himalaya et en Afrique du Nord. On trouve dix genres et 106 espèces en Chine (en comptant à la fois les indigènes et les introduites), contre six genres et environ 66 espèces en Amérique du Nord (dont deux seulement sont introduites)[réf. nécessaire].
Les Pinacées dominent la végétation sur de larges zones. En Amérique du Nord, ils dominent les régions boréales et pacifiques, les chaînes de montagnes de l'ouest et les plaines côtières au sud. Certaines espèces (par exemple le pin de Monterey en Australie, Nouvelle-Zélande, en Amérique du Sud et en Afrique subsaharienne) sont cultivés par un grand nombre de personnes à travers le monde pour la production de bois.

## Systématique
La famille des Pinaceae a été créée en 1830 par le botaniste allemand Friedrich Karl Ludwig Rudolphi. Le nom Pinaceae est un nomen conservandum. Abietaceae Gray, nom. cons., Cedraceae Vest et Piceaceae Gorozh. sont trois synonymes de Pinaceae,.

### Genres actuels
Les Pinacées sont réparties en 11 genres au sein de quatre sous-familles :
- Sous-famille des Abietoideae Pilger: Les cônes se trouvent sur les rameaux longs. Six genres :
  - Abies Mill. (les Sapins), avec 46 espèces de sapins[6].
  - Keteleeria Carrière, avec trois espèces.
  - Cedrus Trew (les Cèdres), avec trois espèces.
  - Nothotsuga Hu ex C. N. Page, qui ne comprend qu'une seule espèce.
  - Tsuga Carr. (les Pruches ou Tsugas), avec huit espèces.
  - Pseudolarix Gordon (le mélèze de Chine), qui ne comprend qu'une seule espèce.
- Sous-famille des Laricoideae Melch. & Werd.: Les cônes se trouvent sur les rameaux courts. Trois genres :
  - Cathaya Chun & Kuang, avec une seule espèce.
  - Larix Mill. (certains mélèzes), avec dix espèces.
  - Pseudotsuga Carr. (le Douglas), avec quatre espèces.
- Sous-famille des Piceoideae Frankis: Avec un seul genre :
  - Picea A. Dietr. (les Épicéas), avec entre 33 et 35 espèces.
- Sous-famille Pinoideae Frankis: Avec un seul genre :
  - Pinus L. (les pins), avec 111 espèces.

Une phylogénie révisée de 2018 place Cathaya comme sœur des pins plutôt que dans la sous-famille des Laricoidae avec Larix et Pseudotsuga,,.
|  | Picea (épicéas c 35 sp.)                                                   |
|  |                                                                            |
|  | \| \| Pinus (pins c.115 sp.) \| \| \| \| \| \| Cathaya (1 sp.) \| \| \| \| |
|  |                                                                            |
|  | Pinus (pins c.115 sp.)                                                     |
|  |                                                                            |
|  | Cathaya (1 sp.)                                                            |
|  |                                                                            |

|  | Pinus (pins c.115 sp.) |
|  |                        |
|  | Cathaya (1 sp.)        |
|  |                        |

|  | Larix (mélèzes 14 sp.)                |
|  |                                       |
|  | Pseudotsuga (Sapins de Douglas 5 sp.) |
|  |                                       |

|  | Picea (épicéas c 35 sp.)                                                   |
|  |                                                                            |
|  | \| \| Pinus (pins c.115 sp.) \| \| \| \| \| \| Cathaya (1 sp.) \| \| \| \| |
|  |                                                                            |
|  | Pinus (pins c.115 sp.)                                                     |
|  |                                                                            |
|  | Cathaya (1 sp.)                                                            |
|  |                                                                            |

|  | Pinus (pins c.115 sp.) |
|  |                        |
|  | Cathaya (1 sp.)        |
|  |                        |

|  | Larix (mélèzes 14 sp.)                |
|  |                                       |
|  | Pseudotsuga (Sapins de Douglas 5 sp.) |
|  |                                       |

|  | Pseudolarix (mélèze doré 1 sp.)                                              |
|  |                                                                              |
|  | \| \| Nothotsuga (1 sp.) \| \| \| \| \| \| Tsuga (pruches 9 sp.) \| \| \| \| |
|  |                                                                              |
|  | Nothotsuga (1 sp.)                                                           |
|  |                                                                              |
|  | Tsuga (pruches 9 sp.)                                                        |
|  |                                                                              |

|  | Nothotsuga (1 sp.)    |
|  |                       |
|  | Tsuga (pruches 9 sp.) |
|  |                       |

|  | Abies (sapins c.50 sp.) |
|  |                         |
|  | Keteleeria (3 sp.)      |
|  |                         |

|  | Pseudolarix (mélèze doré 1 sp.)                                              |
|  |                                                                              |
|  | \| \| Nothotsuga (1 sp.) \| \| \| \| \| \| Tsuga (pruches 9 sp.) \| \| \| \| |
|  |                                                                              |
|  | Nothotsuga (1 sp.)                                                           |
|  |                                                                              |
|  | Tsuga (pruches 9 sp.)                                                        |
|  |                                                                              |

|  | Nothotsuga (1 sp.)    |
|  |                       |
|  | Tsuga (pruches 9 sp.) |
|  |                       |

|  | Abies (sapins c.50 sp.) |
|  |                         |
|  | Keteleeria (3 sp.)      |
|  |                         |

|  | Pseudolarix (mélèze doré 1 sp.)                                              |
|  |                                                                              |
|  | \| \| Nothotsuga (1 sp.) \| \| \| \| \| \| Tsuga (pruches 9 sp.) \| \| \| \| |
|  |                                                                              |
|  | Nothotsuga (1 sp.)                                                           |
|  |                                                                              |
|  | Tsuga (pruches 9 sp.)                                                        |
|  |                                                                              |

|  | Nothotsuga (1 sp.)    |
|  |                       |
|  | Tsuga (pruches 9 sp.) |
|  |                       |

|  | Abies (sapins c.50 sp.) |
|  |                         |
|  | Keteleeria (3 sp.)      |
|  |                         |

|  | Pseudolarix (mélèze doré 1 sp.)                                              |
|  |                                                                              |
|  | \| \| Nothotsuga (1 sp.) \| \| \| \| \| \| Tsuga (pruches 9 sp.) \| \| \| \| |
|  |                                                                              |
|  | Nothotsuga (1 sp.)                                                           |
|  |                                                                              |
|  | Tsuga (pruches 9 sp.)                                                        |
|  |                                                                              |

|  | Nothotsuga (1 sp.)    |
|  |                       |
|  | Tsuga (pruches 9 sp.) |
|  |                       |

|  | Abies (sapins c.50 sp.) |
|  |                         |
|  | Keteleeria (3 sp.)      |
|  |                         |

|  | Picea (épicéas c 35 sp.)                                                   |
|  |                                                                            |
|  | \| \| Pinus (pins c.115 sp.) \| \| \| \| \| \| Cathaya (1 sp.) \| \| \| \| |
|  |                                                                            |
|  | Pinus (pins c.115 sp.)                                                     |
|  |                                                                            |
|  | Cathaya (1 sp.)                                                            |
|  |                                                                            |

|  | Pinus (pins c.115 sp.) |
|  |                        |
|  | Cathaya (1 sp.)        |
|  |                        |

|  | Larix (mélèzes 14 sp.)                |
|  |                                       |
|  | Pseudotsuga (Sapins de Douglas 5 sp.) |
|  |                                       |

|  | Picea (épicéas c 35 sp.)                                                   |
|  |                                                                            |
|  | \| \| Pinus (pins c.115 sp.) \| \| \| \| \| \| Cathaya (1 sp.) \| \| \| \| |
|  |                                                                            |
|  | Pinus (pins c.115 sp.)                                                     |
|  |                                                                            |
|  | Cathaya (1 sp.)                                                            |
|  |                                                                            |

|  | Pinus (pins c.115 sp.) |
|  |                        |
|  | Cathaya (1 sp.)        |
|  |                        |

|  | Larix (mélèzes 14 sp.)                |
|  |                                       |
|  | Pseudotsuga (Sapins de Douglas 5 sp.) |
|  |                                       |

|  | Pseudolarix (mélèze doré 1 sp.)                                              |
|  |                                                                              |
|  | \| \| Nothotsuga (1 sp.) \| \| \| \| \| \| Tsuga (pruches 9 sp.) \| \| \| \| |
|  |                                                                              |
|  | Nothotsuga (1 sp.)                                                           |
|  |                                                                              |
|  | Tsuga (pruches 9 sp.)                                                        |
|  |                                                                              |

|  | Nothotsuga (1 sp.)    |
|  |                       |
|  | Tsuga (pruches 9 sp.) |
|  |                       |

|  | Abies (sapins c.50 sp.) |
|  |                         |
|  | Keteleeria (3 sp.)      |
|  |                         |

|  | Pseudolarix (mélèze doré 1 sp.)                                              |
|  |                                                                              |
|  | \| \| Nothotsuga (1 sp.) \| \| \| \| \| \| Tsuga (pruches 9 sp.) \| \| \| \| |
|  |                                                                              |
|  | Nothotsuga (1 sp.)                                                           |
|  |                                                                              |
|  | Tsuga (pruches 9 sp.)                                                        |
|  |                                                                              |

|  | Nothotsuga (1 sp.)    |
|  |                       |
|  | Tsuga (pruches 9 sp.) |
|  |                       |

|  | Abies (sapins c.50 sp.) |
|  |                         |
|  | Keteleeria (3 sp.)      |
|  |                         |

|  | Pseudolarix (mélèze doré 1 sp.)                                              |
|  |                                                                              |
|  | \| \| Nothotsuga (1 sp.) \| \| \| \| \| \| Tsuga (pruches 9 sp.) \| \| \| \| |
|  |                                                                              |
|  | Nothotsuga (1 sp.)                                                           |
|  |                                                                              |
|  | Tsuga (pruches 9 sp.)                                                        |
|  |                                                                              |

|  | Nothotsuga (1 sp.)    |
|  |                       |
|  | Tsuga (pruches 9 sp.) |
|  |                       |

|  | Abies (sapins c.50 sp.) |
|  |                         |
|  | Keteleeria (3 sp.)      |
|  |                         |

|  | Pseudolarix (mélèze doré 1 sp.)                                              |
|  |                                                                              |
|  | \| \| Nothotsuga (1 sp.) \| \| \| \| \| \| Tsuga (pruches 9 sp.) \| \| \| \| |
|  |                                                                              |
|  | Nothotsuga (1 sp.)                                                           |
|  |                                                                              |
|  | Tsuga (pruches 9 sp.)                                                        |
|  |                                                                              |

|  | Nothotsuga (1 sp.)    |
|  |                       |
|  | Tsuga (pruches 9 sp.) |
|  |                       |

|  | Abies (sapins c.50 sp.) |
|  |                         |
|  | Keteleeria (3 sp.)      |
|  |                         |

De multiples études moléculaires indiquent que contrairement aux classifications précédentes le plaçant en dehors des conifères, Gnetophyta pourrait en fait être le groupe frère des Pinaceae, les deux lignées ayant divergé au début du Carbonifère moyen. C'est ce qu'on appelle l'hypothèse de la "gnépine",.

### Genres fossiles
Les genres suivants (dont quelques genres actuels) ont été retrouvés dans les gisements fossiles, :
- Abiespollenites
- Abietineae-pollenites
- Abietineaepollenites
- Abietoxylon
- Amydrostrobus
- Archaeolarix
- Belonodendron
- Cathaya
- Cathayapollis
- Cedroxylon
- Cedrus
- Colchidia
- Diplocarpus
- Eathiestrobus
- Elatites
- Indostrobus
- Keteleeria
- Keteleerioxylon
- Krannera
- Laricispollenites
- Laricites
- Laricoidites
- Laricoipollenites
- Laricoxylon
- Larix-pollenites
- Larix
- Lesbosoxylon
- Megalomyelon
- Mesolarix
- Midoriphyllum
- Nansenia
- Nothotsuga
- Papaninia
- Parapinuxylon
- Peucites
- Phleboxylon
- Picea
- Piceaepollenites
- Piceapollenites
- Piceostrobus
- Piceoxylon
- Pini-pollinites
- Pinicutis
- Piniphyllum
- Pinites
- Pinostrobus
- Pinoxylon
- Pinus-pollenites
- Pinus
- Pinuspollenites
- Pinuxylon
- Pityophyllum
- Pityospermum
- Pityosporites
- Pityostrobus
- Protopinuxylon
- Pseudoaraucaria
- Pseudolaricixylon
- Pseudolarix
- Pseudopinus
- Pseudotsuga
- Pseudotsugaxylon
- Pseudotsugoidites
- Pseudotsugoxylon
- Ptenostrobus
- Stenonia
- Taxoxylon
- Tsuga-pollenites
- Tsuga
- Tsugae-pollenites
- Tsugites
- Tsugoxylon

## Reconnaître le sapin, l'épicéa et le pin

Différences entre le sapin, l'épicéa et le pin
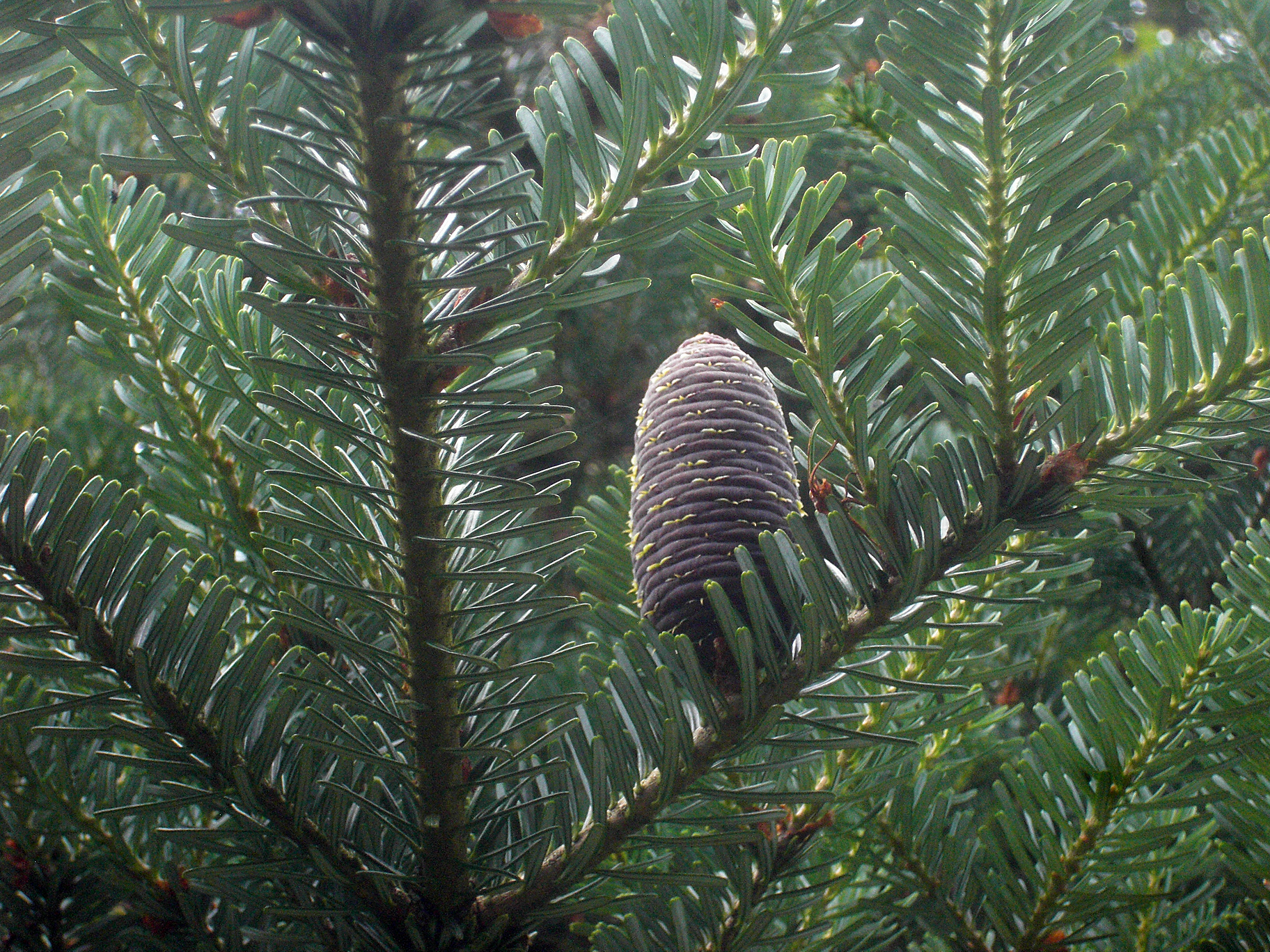
Sapin : cônes dressés[14], aiguilles courtes et peu piquantes, à section aplatie, avec deux bandes stomatales blanches sur la face inférieure, en disposition spiralée sur les rameaux[15] sur la face inférieure.
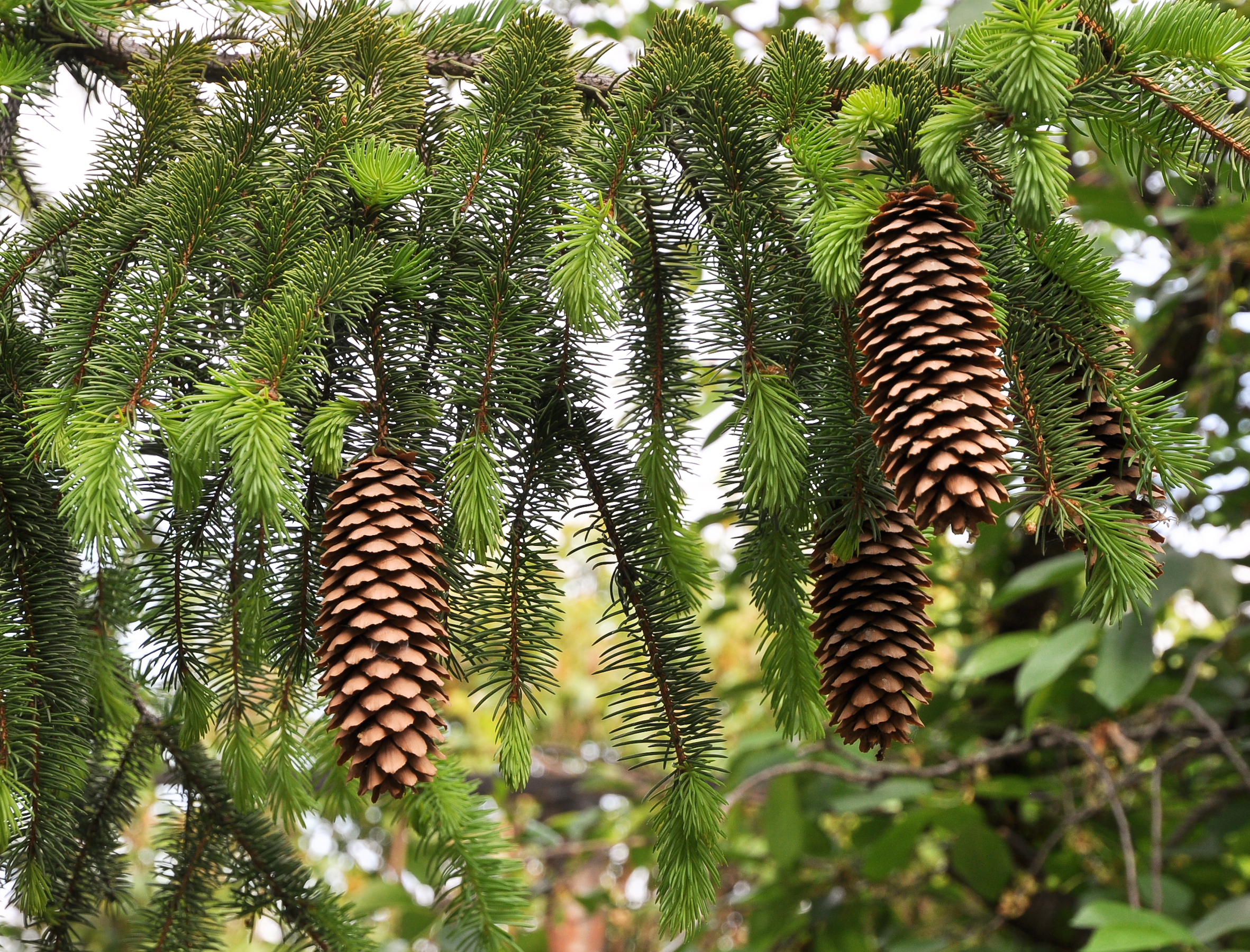
Épicéa : cônes pendants[16], aiguilles courtes, rigides, à extrémité piquante, à section losangique, à court pétiole[17], vertes sur toutes les faces, disposées en brosse rabattue vers l'avant et le haut du rameau, implantées isolément à l'extrémité de coussinets allongés soudés en spirale autour des rameaux[18].
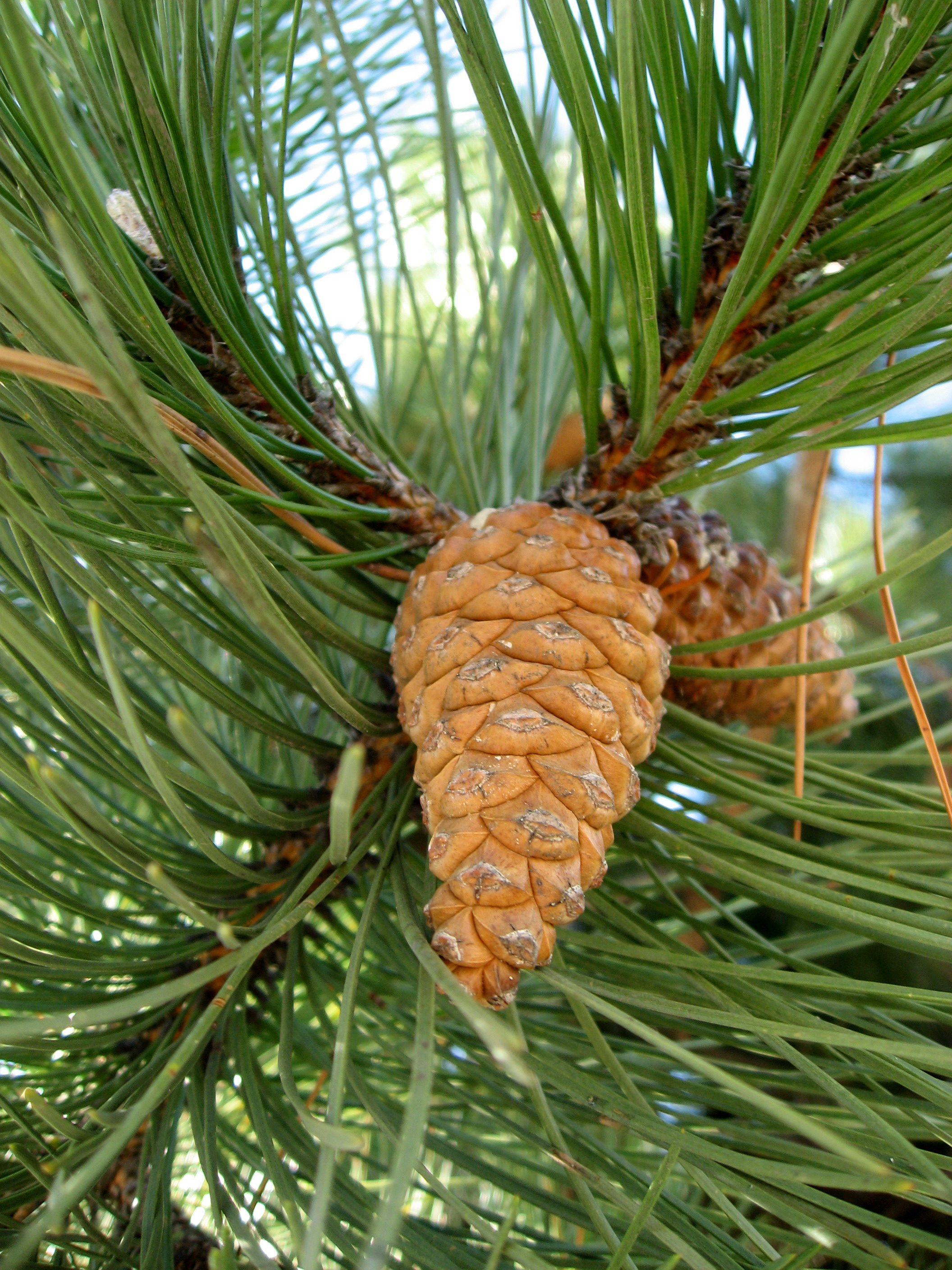
Pin : cônes pendants[19], aiguilles plus ou moins souples, à extrémité un peu piquante, à section aplatie regroupées en faisceaux de 2, 3 ou 5 dans une gaine membraneuse[20].

Ces critères n'ont pas de valeur absolue. Ainsi, les aiguilles de l'épicéa de Serbie sont aplaties et blanchâtres à la face inférieure ; celles de l'épicéa de Brewer sont souples et ne piquent pas. Celles du sapin de Céphalonie ont des aiguilles piquantes insérées en écouvillon. Le Pinus monophylla n'a, comme son nom l'indique, qu'une aiguille par faisceau.

## Utilisations
La résine et le pignon de pin sont exploités depuis la préhistoire.
La majeure partie du bois résineux utilisé dans le monde (pour la construction navale, l'industrie papetière et l'industrie chimique et pharmaceutique).
De nombreuses espèces et leurs variétés sont utilisées comme plantes ornementales dans les parcs et les jardins. Des plantations sont exécutées pour opérer des protections brise-vent, fixer des dunes, enrayer l'érosion des sols en montagne. On les utilise abondement pour le reboisement des terrains pauvres ou difficiles sur lesquels ils poussent souvent mieux que les feuillus (par exemple des landes acides hydromorphes ou, à l'inverse, des coteaux calcaires secs, les dunes littorales ou la haute montagne).
Les Pinacées ont également des utilisations alimentaires : l'« écorce intérieure » (cambium) est comestible crue mais est coriace. Elle est plus utilisée comme nourriture de survie : mise à sécher puis moulue, elle est mélangée à de la farine de céréales pour faire des bouillies ou des galettes, voire du pain. Les feuilles adultes, en forme d'aiguilles plus ou moins piquantes selon les espèces, sont trop coriaces pour être mangées, mais sont parfois utilisées pour la préparation de sirops, d'infusions (thé, tisane) ou aromatiser des vins. Les jeunes pousses qui apparaissent au printemps sont assez tendres pour être consommées comme celles des autres Conifères. Le jeune feuillage vert clair à l'extrémité des rameaux a un goût acidulé d'agrume dû à une huile essentielle renfermant du limonène (comme l'essence de citron) qui pourrait constituer un système de défense des arbres contre les herbivores (effet répulsif ou toxique de ce monoterpène contre les larves et les insectes, action fongistatique sur leur microbiote intestinal, réduction de l'oviposition, attraction de parasitoïdes ou de prédateurs de ces insectes). Les jeunes pousses sont ainsi consommées crues, ajoutées aux salades ou à divers plats (desserts…). Les jeunes inflorescences mâles emplies de pollen se consomment crues ou cuites.